# جشنواره تئاتر فجر

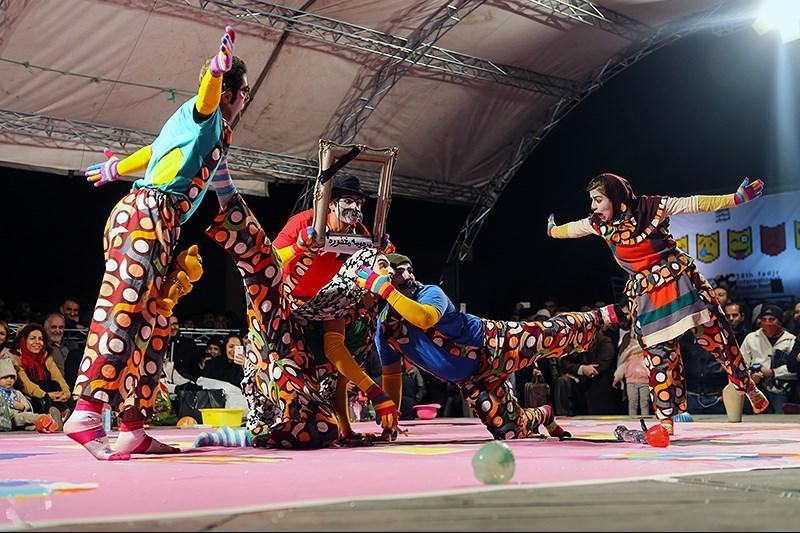
اجرای خیابانی در جشنوارهٔ تئاتر فجر، بهمن ۱۳۹۶

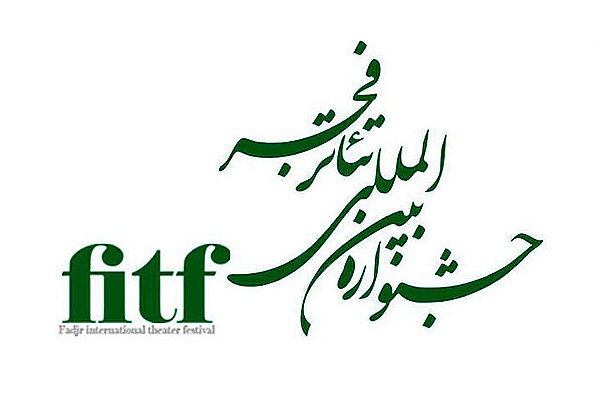

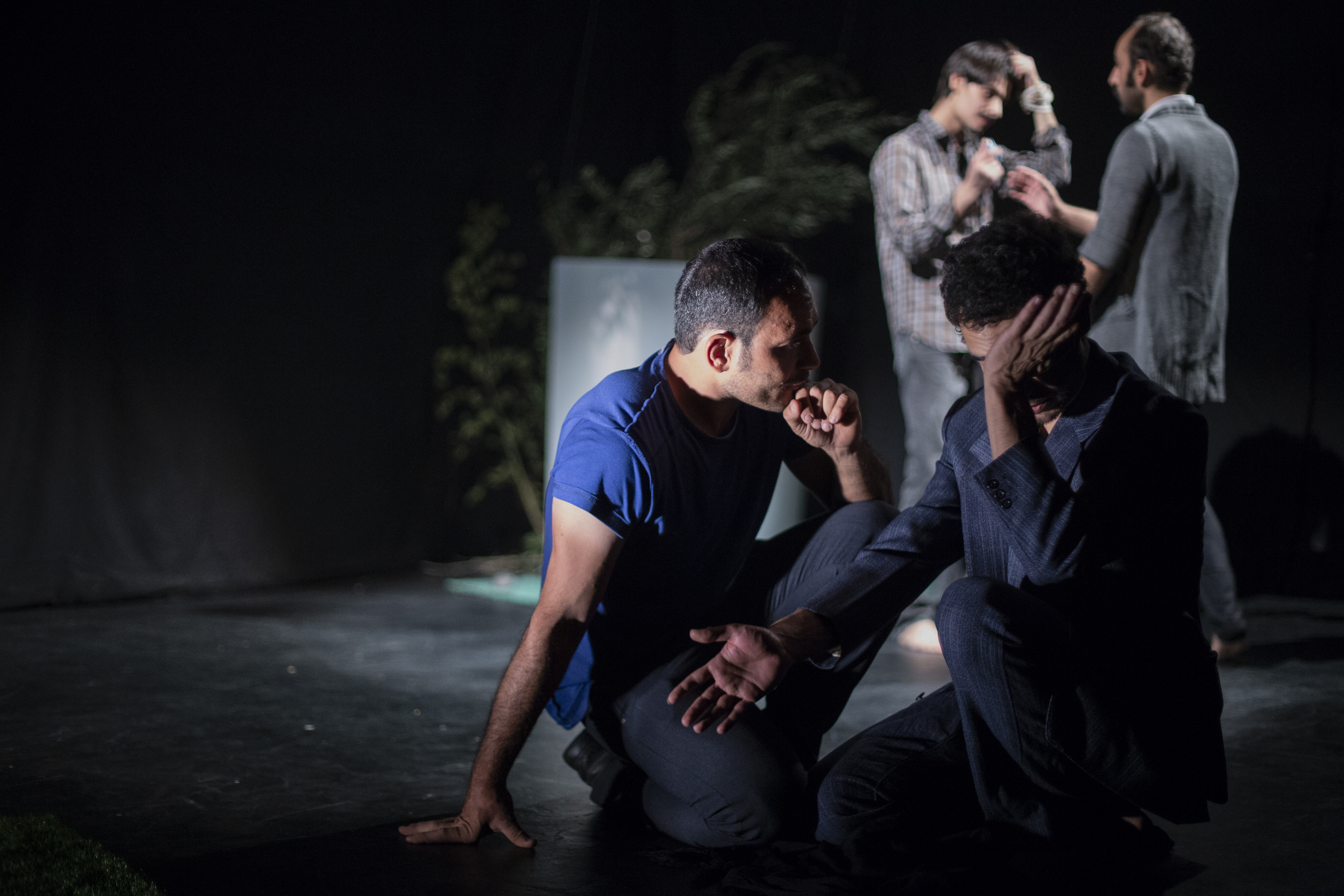
نمایش دور ریز، برگزیده بهترین گروه تئاتر ایران از نگاه انجمن منتقدان شانزدهمین جشنواره تئاتر فجر در ایران (مهر ماه ۱۳۹۷)

جشنوارهٔ بین‌المللی تئاتر فجر از مهم‌ترین جشنواره‌های تئاتر در ایران است که هرساله در دههٔ فجر در ماه بهمن برگزار می‌شود. این جشنواره اغلب رقابتی است و دارای بخش‌های گوناگونی مانند بخش نمایش صحنه‌ای، بخش بین‌الملل، بخش نمایش‌های رادیویی، و بخش نمایش خیابانی است.
برگزارکنندگان این جشنواره مرکز هنرهای نمایشی وزارت فرهنگ و ارشاد اسلامی، انجمن هنرهای نمایشی ایران، و مؤسسه بین‌المللی تئاتر هستند و دبیرخانهٔ جشنواره در تهران قرار دارد.
شورای سیاست‌گذاری جشنوارهٔ تئاتر فجر شامل معاون امور هنری وزارت فرهنگ و ارشاد اسلامی (رئیس شورا)، استاندار تهران، سرپرست اداره کل هنرهای نمایشی، رئیس کمیسیون فرهنگی مجلس شورای اسلامی، قائم‌مقام سازمان صدا و سیما، معاون فرهنگی اجتماعی شهرداری تهران، مدیرعامل خانه تئاتر، مدیر هنرهای نمایشی حوزه هنری سازمان تبلیغات اسلامی، مشاور هنرهای معاونت امور هنری، مدیر عامل خانه هنرمندان ایران، و پیشکسوتان تئاتر است.
دبیر فعلی این جشنواره حسین مسافر آستانه است.
تا بیست و چهارمین دورهٔ جشنوارهٔ فجر، بیشتر نمایش‌ها آثار جدیدی بودند که برای جشنواره تولید می‌شدند؛ اما در دورهٔ ۲۴م و ۲۵م بیشتر نمایش‌هایی که برای حضور در جشنواره انتخاب شدند پیش‌تر اجرای عمومی داشتند و تنها آثار معدودی برای جشنواره تولید شده بودند. این تغییر بر اساس این نظریه که «جشنواره محلی است برای عرضهٔ تولیدات یک‌سالهٔ تئاتر کشور» انجام شد. از دورهٔ ۲۶م تاکنون (دورهٔ ۳۰ام) دو شیوهٔ پیشین انتخاب آثار ترکیب شدند و بخشی از نمایش‌های جشنواره از میان نمایش‌های اجراشده در طول سال انتخاب می‌شوند و برخی از میان کارهای جدیدی که برای حضور در جشنواره آماده شده‌اند، تا شیوه‌ای جامع‌تر به کار گرفته شود.

## دیدگاه‌ها دربارهٔ جشنواره
در دورهٔ ۳۱م جشنواره بسیاری از نویسندگان و کارگردانان برندهٔ سی دورهٔ گذشتهٔ جشنواره حضور نداشتند.
مریم معترف، کارگردان تئاتر و دبیر تئاتر خیابانی جشنوارهٔ تئاتر فجر، معتقد است افراد معتبرِ تئاتریِ ایران باید در این جشنواره، که جهانی و نمایندهٔ تئاتر ایران است، حضور داشته باشند؛ و می‌افزاید: «در کنار جوانان باید افراد باتجربه در این جشنواره حضور داشته باشند… اگر پیشکسوتان در جشنواره حضور نداشته باشند جوانان فرصت یادگرفتن را از دست می‌دهند و هرکدام از کارگردانان نگاه خود را به این جشنواره دارند.»
اما محمد یعقوبی، نمایشنامه‌نویس و کارگردان، می‌گوید در وضعیت کنونی ممیزی در تئاتر ایران که حضور در جشنواره لزوماً به معنی داشتن اجرای عمومی نیست و مسئولان به‌صراحت می‌گویند که حضور در جشنواره به معنای داشتن اجرای عمومی نیست، حضور حرفه‌ای‌ها در جشنواره نادرست است. او می‌افزاید: «ای‌کاش حرفه‌ای‌ها به جشنواره نمی‌رفتند؛ چون فرصتی است برای جوان‌ها تا بالاخره خودشان را نشان بدهند. ما هم در جشنوارهٔ فجر دیده شدیم و حالا به جوان‌ها حق می‌دهم که از این فرصت استفاده کنند.» او معتقد است که حرفه‌ای‌ها به شرطی باید در جشنواره حضور داشته باشند که نمایش‌شان پیش از جشنواره اجرای عمومی گسترده‌ای داشته باشد.
همچنین، نیما دهقان، کارگردان تئاتر، می‌گوید: «فکر می‌کردم بهترین جایزهٔ زندگی‌ام گرفتن جایزهٔ کارگردانی در جشنوارهٔ فجر است، که البته آن را به‌دست آوردم، اما می‌خواهم اعتراف کنم که اشتباه کردم.»
نهایتاً رویّهٔ جشنواره از دورهٔ سی و چهارم با دبیری سعید اسدی تغییر کرد و نمایش‌ها پس از اجرای عمومی خود می‌توانستند در جشنواره حضور یابند.

## حواشی
در سی و هشتمین جشنوارهٔ تئاتر فجر، که در بهمن ۱۳۹۸ برگزار شد، ۱۸ نمایش از بخش مسابقهٔ جشنوارهٔ تئاتر فجر، تمام گروه‌های نمایشی بخش دیگر گونه‌های اجرایی (۱۶ نمایش) و بیش از ۱۰ نمایش از بخش میهمان جشنوارهٔ بین‌المللی تئاتر فجر به دلیل آنچه اعتراض به سرنگونی پرواز شماره ۷۵۲ هواپیمایی بین‌المللی اوکراین و برخورد با اعتراضات آبان ۱۳۹۸ ایران بود، از حضور در این جشنواره انصراف دادند.

## برگزیدگان
بسیاری از دوره‌های جشنوارهٔ تئاتر فجر غیررقابتی برگزار شده‌اند. در بسیاری از دوره‌ها تنها یک بخش مسابقه و در برخی دو یا سه بخش وجود داشته‌اند.

### کارگردانان برگزیده
کارگردانان برگزیده مسابقهٔ تئاتر ایران جشنواره تئاتر فجر:
| سال  | دوره         | کارگردان(ها)                                                                  |
| ---- | ------------ | ----------------------------------------------------------------------------- |
| ۱۳۶۱ | اول          | رضا صابری                                                                     |
| ۱۳۶۲ | دوم          | محمد احمدی، رضا صابری                                                         |
| ۱۳۶۳ | سوم          | مصطفی قلندری، ابراهیم کریم، محمد احمدی                                        |
| ۱۳۶۴ | چهارم        | خسرو شکیبایی، فرج‌الله زاهدی‌راد، یونس آبسالان                                  |
| ۱۳۶۵ | پنجم         | تقدیر: انوشیروان ارجمند، نعمت‌الله لاریان                                      |
| ۱۳۶۶ | ششم          | سلمان فارسی، صالح زهی، هواس پلوک، سعید سهیلی، مجید افشاریان، علیرضا درویش‌نژاد |
| ۱۳۶۷ | هفتم         | احمد سپاسدار، ابوالقاسم جلالی، محمد احمدی، مجید افشاریان                      |
| ۱۳۶۸ | هشتم         | تقدیر: نورالدین آزاد، محمدعلی پوراسلامی، جواد کبودرآهنگی، بهمن مرتضوی         |
| ۱۳۶۹ | نهم          | تقدیر از تمام کارگردان‌های بخش جشنوارهٔ جشنواره‌ها                               |
| ۱۳۷۰ | دهم          | گلاب آدینه                                                                    |
| ۱۳۷۱ | یازدهم       | غیررقابتی                                                                     |
| ۱۳۷۲ | دوازدهم      | رضا صابری، کورش زارعی، شهرام میرزایی                                          |
| ۱۳۷۳ | سیزدهم       | محمدهادی نامور                                                                |
| ۱۳۷۴ | چهاردهم      | چیستا یثربی، علی فرحناک                                                       |
| ۱۳۷۵ | پانزدهم      | احمد رافعی، علی فرحناک، تقدیر: محسن قصابیان                                   |
| ۱۳۷۶ | شانزدهم      | محمد یعقوبی، محمد رحمانیان، زهرا اسماعیلی                                     |
| ۱۳۷۷ | هفدهم        | حمید امجد، محمد یعقوبی، محمد رحمانیان                                         |
| ۱۳۷۸ | هجدهم        | ابراهیم پشت‌کوهی، کوروش نریمانی، مهرداد رایانی‌مخصوص، محمد یعقوبی               |
| ۱۳۷۹ | نوزدهم       | محسن علیخانی، حسین کیانی، محمد یعقوبی و کیومرث مرادی                          |
| ۱۳۸۰ | بیستم        | ندا هنگامی، مجید واحدی‌زاده، نادر برهانی‌مرند، تقدیر: امیر ناصری‌نیا             |
| ۱۳۸۱ | بیست و یکم   | کیومرث مرادی، شبنم طلوعی، کورش زارعی، تقدیر: سوسن پرور، میثم عبدی             |
| ۱۳۸۲ | بیست و دوم   | محمد عاقبتی، خسرو امیری، نادر برهانی‌مرند                                      |
| ۱۳۸۳ | بیست و سوم   | غیررقابتی                                                                     |
| ۱۳۸۴ | بیست و چهارم | هادی مرزبان                                                                   |
| ۱۳۸۵ | بیست و پنجم  | غیررقابتی                                                                     |
| ۱۳۸۶ | بیست و ششم   | غیررقابتی                                                                     |
| ۱۳۸۷ | بیست و هفتم  | منوچهر عبدی مصفا                                                              |
| ۱۳۸۸ | بیست و هشتم  | نیما دهقان                                                                    |
| ۱۳۸۹ | بیست و نهم   | کلودیو سوراس                                                                  |
| ۱۳۹۰ | سی‌ام         | سمانه زندی‌نژاد، تقدیر: حسین پاکدل و آرش دادگر                                 |
| ۱۳۹۱ | سی و یکم     | سیما تیرانداز، عامر مسافر آستانه، علی‌اصغر دشتی، نیکلاس هلبینگ                 |
| ۱۳۹۲ | سی و دوم     | آرش دادگر، سید محسن حسن‌زاده                                                   |
| ۱۳۹۳ | سی و سوم     | هادی حجازی‌فر، خیرالله تقیانی‌پور، محمد مساوات                                  |
| ۱۳۹۴ | سی و چهارم   | شهاب‌الدین حسین‌پور، ایمان افشاریان                                             |
| ۱۳۹۵ | سی و پنجم    | پیام لاریان، یرزی زون                                                         |
| ۱۳۹۶ | سی و ششم     | اشکان خیل‌نژاد، پیام لاریان، امین میری                                         |
| ۱۳۹۷ | سی و هفتم    | علی‌اصغر دشتی، رضا صابری، مهرداد مصطفوی                                        |
| ۱۳۹۸ | سی و هشتم    | محمد مساوات                                                                   |
| ۱۳۹۹ | سی و نهم     | علی بهرامی، نیما ایمان‌زاده                                                    |
| ۱۴۰۰ | چهلم         | مجتبی رستمی‌فر                                                                 |
| ۱۴۰۱ | چهل و یکم    | سعید بادینی                                                                   |

### نمایشنامه‌نویسان برگزیده
نمایشنامه‌نویسان برگزیدهٔ بخش مسابقهٔ ایران جشنوارهٔ تئاتر فجر:
| سال  | دوره         | نمایشنامه‌نویس(ها)                                                          |
| ---- | ------------ | -------------------------------------------------------------------------- |
| ۱۳۶۱ | اول          | رضا صابری، منصور اویسی، گروه دقیانوس                                       |
| ۱۳۶۲ | دوم          | حسین نوری، رضا صابری، محمد احمدی                                           |
| ۱۳۶۳ | سوم          | محمدرضا زندی، محمد احمدی، خسرو ثقفیان، مهدی پوررضاییان و مهدی رضابدلی      |
| ۱۳۶۴ | چهارم        | تقدیر: محمدهادی نامور، مجید زارع‌کار، حسین عباسی                            |
| ۱۳۶۵ | پنجم         | پرویز عرب، محسن خسروی، عبدالحی شماسی، نعمت‌الله لاریان                      |
| ۱۳۶۶ | ششم          | تقدیر: سعید سهیلی، هواس پلوک                                               |
| ۱۳۶۷ | هفتم         | ندارد                                                                      |
| ۱۳۶۸ | هشتم         | تقدیر: غلامحسین منیرزاد، آی‌محمد آی‌محمدی، صادق عاشورپور                     |
| ۱۳۶۹ | نهم          | ندارد                                                                      |
| ۱۳۷۰ | دهم          | حسن حامد، بهمن عیوق، تقدیر: عبدالخالق مصدق                                 |
| ۱۳۷۱ | یازدهم       | غیررقابتی                                                                  |
| ۱۳۷۲ | دوازدهم      | رضا صابری، علی رضایی و عزت‌الله مهرآوران، جواد موسوی                        |
| ۱۳۷۳ | سیزدهم       | ندارد                                                                      |
| ۱۳۷۴ | چهاردهم      | چیستا یثربی، شبنم طلوعی، حسن باستانی، تقدیر: حسین نوری                     |
| ۱۳۷۵ | پانزدهم      | نادر برهانی‌مرند، چیستا یثربی                                               |
| ۱۳۷۶ | شانزدهم      | محمد یعقوبی، محمد رحمانیان                                                 |
| ۱۳۷۷ | هفدهم        | حمید امجد، محمد یعقوبی، علیرضا نادری‌نجف‌آبادی                               |
| ۱۳۷۸ | هجدهم        | حسین کیانی، کوروش نریمانی، امیررضا کوهستانی، محمد یعقوبی، گلبرگ ابوترابیان |
| ۱۳۷۹ | نوزدهم       | علیرضا نادری، حسین کیانی، نغمه ثمینی                                       |
| ۱۳۸۰ | بیستم        | محمدباقر بنایی‌مقدم، نادر برهانی‌مرند، زهرا نجف‌پور تقدیر: داریوش رعیت        |
| ۱۳۸۱ | بیست و یکم   | نغمه ثمینی و چیستا یثربی، علیرضا نادری، حسین مهکام                         |
| ۱۳۸۲ | بیست و دوم   | نغمه ثمینی، محمدامیر یاراحمدی، حمید امجد                                   |
| ۱۳۸۳ | بیست و سوم   | غیررقابتی                                                                  |
| ۱۳۸۴ | بیست و چهارم | محمد رحمانیان                                                              |
| ۱۳۸۵ | بیست و پنجم  | غیررقابتی                                                                  |
| ۱۳۸۶ | بیست و ششم   | غیررقابتی                                                                  |
| ۱۳۸۷ | بیست و هفتم  | منوچهر عبدی مصفا                                                           |
| ۱۳۸۸ | بیست و هشتم  | حمیدرضا آذرنگ                                                              |
| ۱۳۸۹ | بیست و نهم   | بخش بین‌الملل: رضا گوران                                                    |
| ۱۳۹۰ | سی‌ام         | سلما رفیعی، تقدیر: صحرا رمضانیان                                           |
| ۱۳۹۱ | سی و یکم     | میلاد اکبرنژاد، اصغر گروسی، طلا معتضدی، نسیم احمدپور                       |
| ۱۳۹۲ | سی و دوم     | رسول حق‌جو، حسین کیانی، علیرضا نادری                                        |
| ۱۳۹۳ | سی و سوم     | ناصر حبیبیان، خیرالله تقیانی‌پور، مهین صدری                                 |
| ۱۳۹۴ | سی و چهارم   | ساناز بیان، امین ابراهیمی                                                  |
| ۱۳۹۵ | سی و پنجم    | پیام لاریان، حسین پاکدل                                                    |
| ۱۳۹۶ | سی و ششم     | علیرضا نادری، مهدی ضیاچمنی، ساناز بیان                                     |
| ۱۳۹۷ | سی و هفتم    | پیام لاریان، علی شمس                                                       |
| ۱۳۹۸ | سی و هشتم    | محمد مساوات، عمادالدین رجبلو                                               |
| ۱۳۹۹ | سی و نهم     | سینا نیکوکار، محمد چرمشیر                                                  |
| ۱۴۰۰ | چهلم         | باقر سروش، پیام لاریان، سعیدرضا خوش‌شانس                                    |
| ۱۴۰۱ | چهل و یکم    | علی حسن‌زاده، غلام‌حسین دولت‌آبادی، رسول حق‌جو                                 |
| ۱۴۰۲ | چهل و دوم    | عمادالدین رجبلو، یاسین رضوانی                                              |

## برگزیدگان بخش عکس تئاتر فجر
| سال  | دوره       | نفر اول              | نفر دوم           | نفر سوم               | تقدیرشده                                                                 |
| ---- | ---------- | -------------------- | ----------------- | --------------------- | ------------------------------------------------------------------------ |
| ۱۴۰۰ | چهلم       | اردلان آشناگر        | مریم رحمانی       | محمد تقوی             | شهریار دبیری، سلاله رویدشتی، شیوا سراج                                   |
| ۱۳۹۹ | سی و نهم   | شهریار دبیری         | نیلوفر آستا       | مریم قهرمانی‌زاده      | مریم جعفری نمین، سلاله رویدشتی، فاطمه حسن‌پور زعفرانی                     |
| ۱۳۹۸ | سی و هشتم  | کیارش مسیبی          | مریم قهرمانی‌زاده  | علی‌اصغر اظهاری خوشکار | مرجانه پورحسین، مهدی مصباحی                                              |
| ۱۳۹۷ | سی و هفتم  | لیلی صدیق            | کیارش مسیبی       | شیوا خدابخش           | امیررضا ریاضی، فرهاد جاوید                                               |
| ۱۳۹۶ | سی و ششم   | ساینا قادری          | شهریار اکبریه     | علی نیک‌رفتار          |                                                                          |
| ۱۳۹۵ | سی و پنجم  | فرهاد جاوید          | پرنا بهارعلی      | سید ضیاءالدین صفویان  | حامد ملک‌پور، حسین اسماعیلی، مونا تهرانی مؤید، فرناز مطلوبی               |
| ۱۳۹۴ | سی و چهارم | مهرداد متجلی         | کیارش مسیبی       | پرنا بهارعلی          | عماد دولتی، حسین اسماعیلی، سیانا قادری                                   |
| ۱۳۹۳ | سی و سوم   | سید ضیاءالدین صفویان | مسعود میرمیری     | سینا عدلی             | زهره صفی نور، مریم دیهول، مهسا صفاری‌پور                                  |
| ۱۳۹۲ | سی و دوم   | پیمان ایروانی        | ساره سرلک         | مهسا صفاری‌پور         | رضا قاسمی زرنوشته، پریناز آل‌آقا، صنم توکلی                               |
| ۱۳۹۱ | سی و یکم   | کاوه کرمی            | رضا قاسمی زرنوشته | آوا کیایی             | لیلی صدیق، شرمین ولی‌محمد                                                 |
| ۱۳۹۰ | سی‌ام       | مصطفی قاهری          | مانی لطفی‌زاده     | مهدی آشنا             | مهرداد متجلی (جایزهٔ ویژه)، عاطفه آرانی، مهدی حسنی، عباس کوثری، رضا موسوی |